# Анхнеснеферибре
Анхнеснеферибре — древнеегипетская принцесса и жрица во времена XXVI династии, дочь фараона Псамметиха II и его супруги, царицы Тахуит. Она носила титулы «божественной поклонницы Амона», а затем «супруги бога Амона» между 595 и 525 годами до н. э., во время правления Псамметиха II, Априя, Амасиса II и Псамметиха III, вплоть до завоевания Египта Ахеменидами.

## Биография

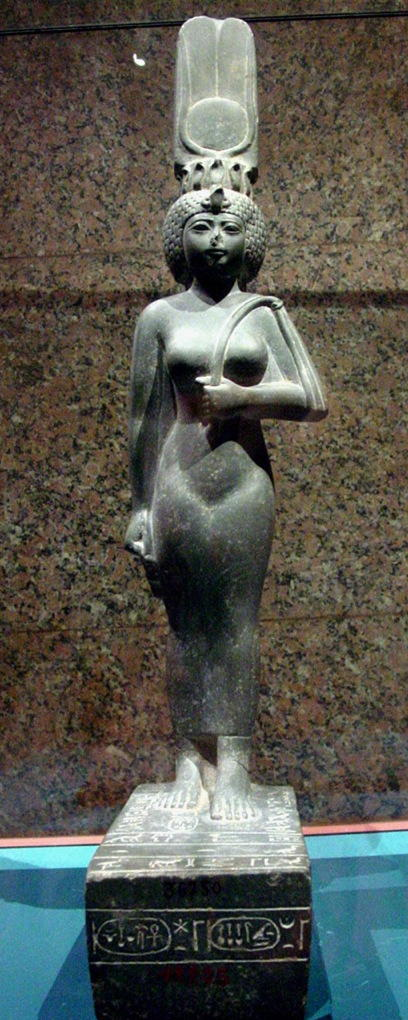
Статуэтка жрицы, Нубийский музей (Асуан)

В 595 году до н. э. Анхнеснеферибре была отправлена в Фивы, чтобы быть назначенной преемницей титула «супруги бога Амона», который тогда носила Нитокрис I, согласно надписям на стеле из Карнака. Анхнеснеферибре носила титул «божественной поклонницы Амона» вплоть до смерти Нитокрис I на 4-м году царствования фараона Априя (586 г. до н. э.), после чего она приняла титул «супруги бога Амона». 
Анхнеснеферибре правила в Фивах в течение нескольких десятилетий до 525 года до н. э., когда персидский царь Камбис II победил Псамметиха III и тем самым подчинил себе Египет, положив конец XXVI династии и независимости страны, равно как и титулам «божественной поклонницы Амона» и «супруги бога Амона». 
После этой даты Анхнеснеферибре исчезла из исторических записей как последняя «супруга бога Амона», также как и её вероятная преемница, «божественная поклонница Амона» Нитокрис II. 
Гробница Анхнеснеферибре, как и многих её предшественниц, находилась в храме Мединет-Абу.
Об Анхнеснеферибре сохранилось несколько материальных свидетельств, прежде всего статуя, изображающая её и выставленная ныне в Нубийском музее Асуана (CG 42205), и её чёрный базальтовый саркофаг, который был повторно использован в Дейр-эль-Медине во времена эллинистического Египта человеком по имени Пименту, и который сегодня хранится в Британском музее в Лондоне.